# Kurevere (Saaremaa)
Kurevere (Duits: Kurrifer) is een plaats in de Estlandse gemeente Saaremaa, provincie Saaremaa. De plaats heeft de status van dorp (Estisch: küla) en telt 12 inwoners (2021).
Tot in oktober 2017 lag de plaats in de gemeente Kihelkonna. In die maand ging Kihelkonna op in de fusiegemeente Saaremaa.

## Omgeving
De plaats ligt aan de  westkust van het schiereiland Tagamõisa in het noordwesten van het eiland Saaremaa. Bij Kurevere liggen enkele meertjes, waaronder het Jaagarahu järv (2,3 ha). Het meer is een voormalige kalksteengroeve. Na de Tweede Wereldoorlog was de kalksteenwinning niet rendabel meer en dus werd de groeve omgezet in een recreatieplas.
Bij Kurevere liggen zeven offerstenen bij elkaar. Het is zeer ongebruikelijk dat offerstenen in een groep bij elkaar liggen, dus wordt vermoed dat iemand ze van verschillende andere plaatsen hierheen heeft overgebracht. De vermoedelijke dader is baron von Toll, in de 19e eeuw eigenaar van het landgoed van Pidula en een enthousiast amateurarcheoloog.

## Geschiedenis
Bij Kurevere ligt een begraafplaats, Kurevere kivikalmistu, die in gebruik was van de late Bronstijd (1600-1200 v.Chr.) tot in de 12e eeuw n.Chr.
Kurevere werd voor het eerst genoemd in 1645 onder de naam Kurrefer of Kurrifer, een nederzetting op het landgoed van Lümanda.
In 1927 werd bij het dorp een haven aangelegd met de naam Jaagarahu. Ze was vooral bedoeld voor het transport van kalksteen uit de nabijgelegen groeve. In 1941 en 1949 werd deze haven gebruikt om politieke gevangenen vanuit het door de Sovjet-Unie bezette Estland te deporteren naar andere delen van de Sovjet-Unie. In 1969 werd de haven door een storm vernield. Daarna is ze nooit meer hersteld. Bij het restant van de haven staat een gedenksteen voor de deportaties.

## Foto's

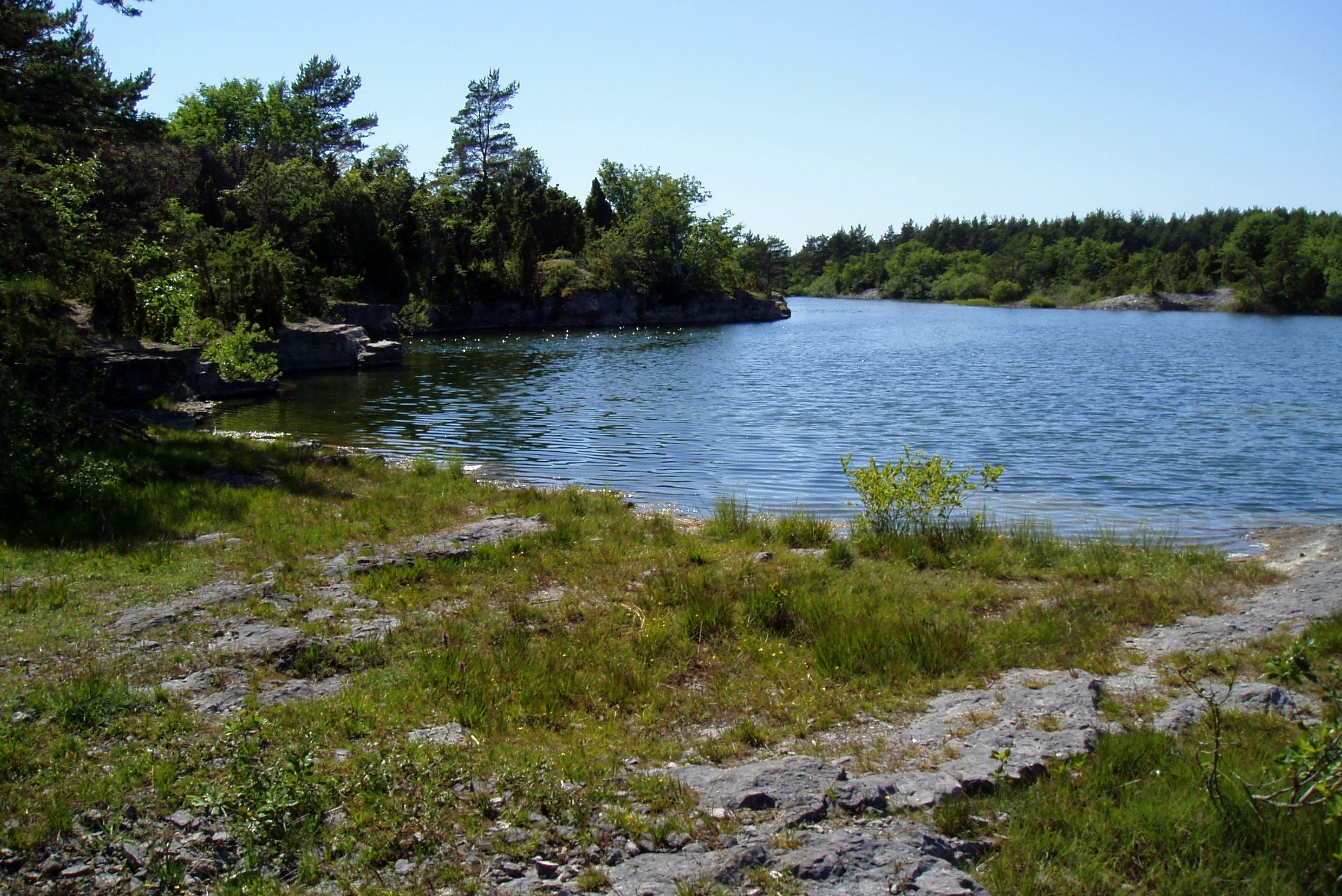
Het Jaagarahu järv
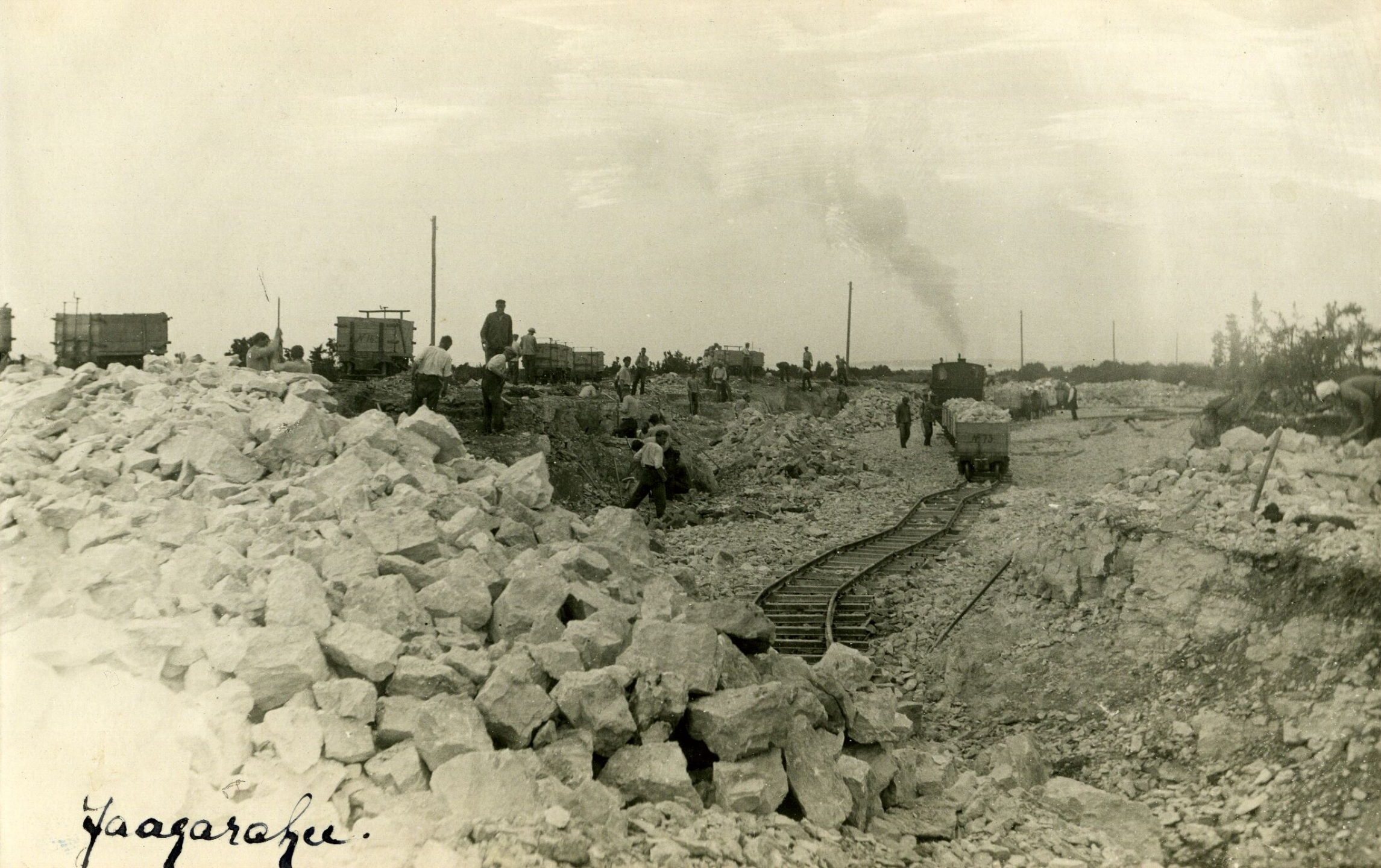
De kalksteengroeve rond 1931
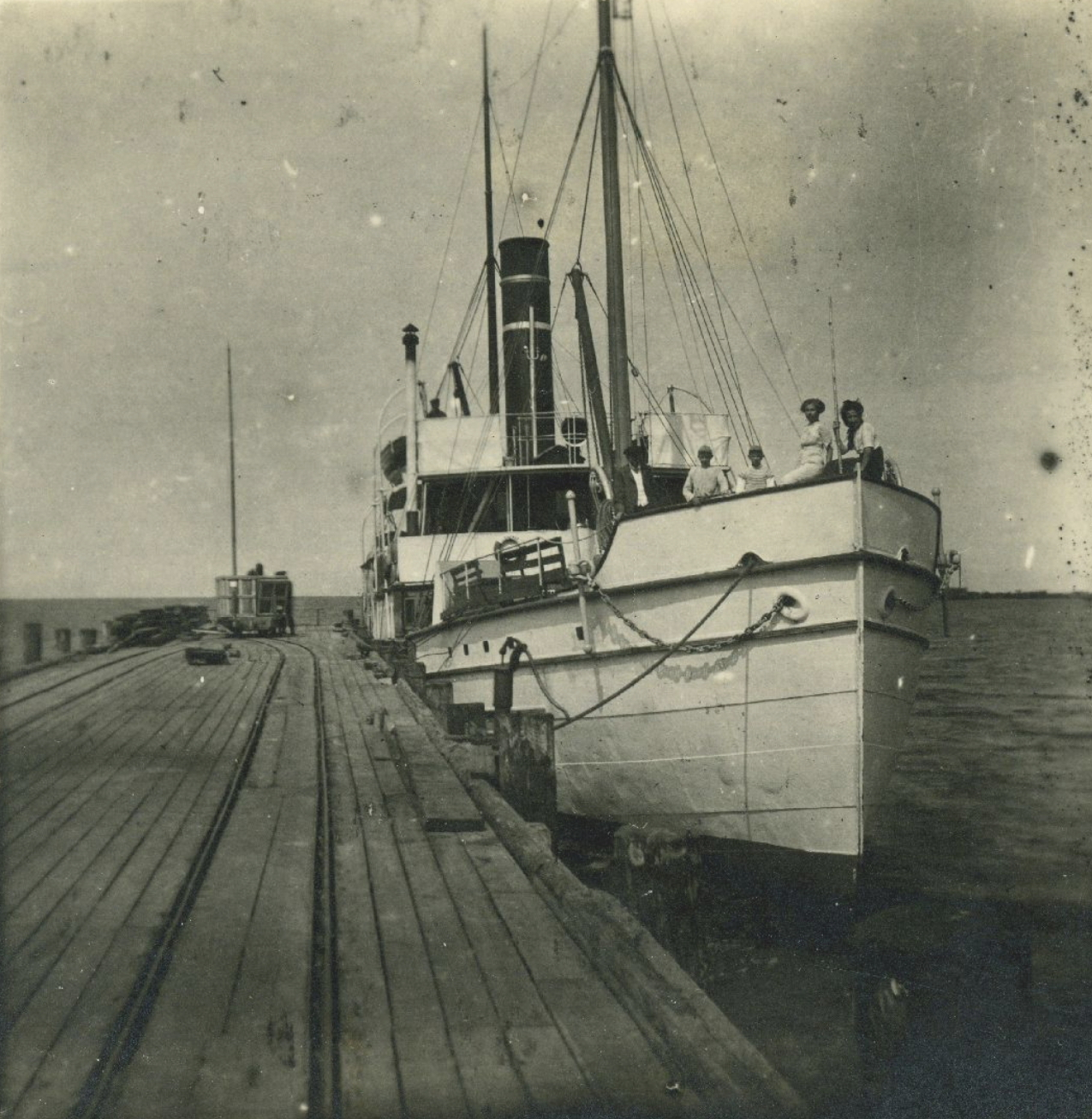
De haven Jaagarahu in de jaren twintig